# Bardarevo Hill
Der Bardarevo Hill (englisch; bulgarisch Бърдаревски хълм Bardarewski chalm) ist ein 660 m hoher und vereister Hügel im Grahamland auf der Antarktischen Halbinsel. Auf der Trinity-Halbinsel ragt er 5,1 km nordnordöstlich des Crown Peak, 4,1 km südöstlich des Marescot Point und 11,32 km westlich bis südlich des Ogled Peak im nördlichen Teil des Marescot Ridge auf.
Deutsche und britische Wissenschaftler nahmen 1996 seine Kartierung vor. Die bulgarische Kommission für Antarktische Geographische Namen benannte ihn 2010 nach der Ortschaft Bardarewo im Nordosten Bulgariens.